# I liga 1980-1981
L'edizione 1980-81 della I liga vide la vittoria finale del Widzew Łódź.
Capocannoniere del torneo fu Krzysztof Adamczyk (Legia Varsavia), con 18 reti.

## Classifica finale
|     | Classifica         | G  | V  | N  | P  | GF | GS | Pt |
| --- | ------------------ | -- | -- | -- | -- | -- | -- | -- |
| 1.  | Widzew Łódź        | 30 | 14 | 11 | 5  | 39 | 25 | 39 |
| 2.  | Wisła Cracovia     | 30 | 15 | 7  | 8  | 51 | 30 | 37 |
| 3.  | Szombierki Bytom   | 30 | 15 | 6  | 9  | 51 | 33 | 36 |
| 4.  | Śląsk Wrocław      | 30 | 13 | 10 | 7  | 32 | 28 | 36 |
| 5.  | Legia Varsavia     | 30 | 12 | 12 | 6  | 48 | 29 | 36 |
| 6.  | Bałtyk Gdynia      | 30 | 14 | 8  | 8  | 30 | 27 | 36 |
| 7.  | Ruch Chorzów       | 30 | 11 | 8  | 11 | 36 | 39 | 30 |
| 8.  | Lech Poznań        | 30 | 11 | 7  | 12 | 28 | 29 | 29 |
| 9.  | Stal Mielec        | 30 | 12 | 4  | 14 | 41 | 44 | 28 |
| 10. | Motor Lublin       | 30 | 10 | 8  | 12 | 36 | 45 | 28 |
| 11. | Arka Gdynia        | 30 | 9  | 10 | 11 | 40 | 42 | 28 |
| 12. | Górnik Zabrze      | 30 | 9  | 9  | 12 | 20 | 27 | 27 |
| 13. | ŁKS Łódź           | 30 | 8  | 9  | 13 | 24 | 38 | 25 |
| 14. | Zagłębie Sosnowiec | 30 | 7  | 10 | 13 | 22 | 27 | 24 |
| 15. | Zawisza Bydgoszcz  | 30 | 9  | 5  | 16 | 25 | 43 | 23 |
| 16. | Odra Opole         | 30 | 6  | 6  | 18 | 26 | 43 | 18 |

### Verdetti
- Widzew Łódź Campione di Polonia 1980-81.
- Widzew Łódź ammesso alla Coppa dei Campioni 1981-1982.
- Wisła Cracovia e Szombierki Bytom ammesse alla Coppa UEFA 1981-1982.
- Zawisza Bydgoszcz e Odra Opole retrocesse in II liga polska.